# Kenshiro Teraji
Kenshiro Teraji (寺地 拳四朗, Teraji Kenshirō) est un boxeur japonais né le 6 janvier 1992 à Jōyō.

## Carrière
Passé professionnel en 2014, il devient champion du Japon des poids mi-mouches en 2015, champion d'Asie OPBF en 2016  puis remporte le titre mondial WBC de la catégorie le 20 mai 2017 après sa victoire aux points contre Ganigan López. Shiro conserve son titre le 22 octobre 2017 en battant aux points Pedro Guevara ; le 30 décembre 2017 Gilberto Pedroza par arrêt de l'arbitre au 4e round et le 25 mai 2018 Ganigan López par KO au 2e round. Il récidive le 7 octobre 2018 en s'imposant par arrêt de l'arbitre au 7e round contre Milan Melindo puis le 30 décembre 2018 en battant aux points Saul Juarez.
En 2019, Teraji bat par arrêt de l'arbitre au 4e round Jonathan Taconing le 13 juillet à Osaka puis Randy Petalcorin le 23 décembre. Il domine le 24 avril 2021 Tetsuya Hisada aux points puis perd sa ceinture contre son compatriote Masamichi Yabuki par arrêt de l'arbitre au 10e round le 22 septembre 2021. Kenshiro Teraji s'impose lors du combat revanche par KO au 3e round le 19 mars 2022 puis contre le champion WBA de la catégorie, Hiroto Kyoguchi, par arrêt de l'arbitre au 7e round le 1er novembre 2022. Il récidive le 8 avril 2023 en battant par arrêt de l’arbitre à la 9e reprise Anthony Olascuaga  ainsi que le 18 septembre suivant, au même round, contre Hekkie Budler puis Carlos Canizales aux points le 23 janvier 2024.
Teraji laisse ses ceintures vacantes le 15 juillet 2024 et remporte le titre poids mouches vacant WBC le 13 octobre 2024 après sa victoire par arrêt de l'arbitre au 11e round contre Cristofer Rosales. Il confirme le 13 mars 2025 en battant par arrêt de l'arbitre au 12e round Seigo Yuri Akui mais s'incline aux points le 30 juillet 2025 contre Ricardo Sandoval.